# Ed Westwick
Edward Jack Peter Westwick (Stevenage, 27 de junho de 1987) é um ator e músico britânico. Seu personagem mais conhecido é Chuck Bass da série de televisão Gossip Girl (2007–12). Westwick fez sua estreia no cinema no drama romântico Breaking and Entering (2006).

## Biografia

### Infância
Westwick nasceu e cresceu em Stevenage, Hertfordshire. Ele é o terceiro filho de Carole, uma psicóloga educacional, e Peter Westwick, um professor universitário. Ele é o caçula de três irmãos. Aos seis anos, ele seguiu aulas de música e foi para as escolas de teatro Top Hat Stage & Screen School. Ele frequentou a  Barclay Secondary School e depois North Hertfordshire College, onde atingiu notas altas em negócios, direito e comunicação. Mais tarde, ele treinou no National Youth Theatre, em Londres.

## Carreira

### 2006-09: Começo de Gossip Girl
Westwick fez sua estréia no cinema em Breaking and Entering (2006), decorrente de uma chamada de elenco com audições abertas enviada para o National Youth Theatre. Ele apareceu nas séries de televisão britânicas Doctors como Holden, Casualty como Johnny Cullin e Afterlife como Darren. Ed Westwick teve também um pequeno papel no filme Children of Men (2006). Ele comentou: "Eu precisava obter alguma experiência. Eu precisava estar no set, na frente da câmera."
Em 2007, Westwick apareceu no filme Son of Rambow e foi escalado como Chuck Bass na série de drama teen Gossip Girl da CW, baseado na série de livros de mesmo nome de Cecily von Ziegesar. Westwick comentou sobre ser escalado para o personagem: "Não havia muito trabalho no Reino Unido. Eu fui apenas em LA por um mês e entrei para esse show. Ele mudou minha vida".  Por sua interpretação de Chuck, ele assumiu um sotaque americano baseado no personagem Carlton Banks de The Fresh Prince of Bel-Air. Como resultado do sucesso de Gossip Girl ele foi nomeado um dos "homens mais sexys vivos" em 2008 pela revista People e apareceu no ano seguinte na lista dos "100 mais bonitos" ao lado de todo o elenco de Gossip Girl. Westwick ganhou o prêmio de melhor vilão da TV no Teen Choice Awards por dois anos consecutivos, 2008 e 2009, além disso foi nomeado Breakthrough Talent pela GQ em 2010. Entertainment Weekly também nomeou o personagem Chuck Bass o número 1 da lista dos personagens mais bem vestidos de séries em 2008 (em conjunto com a personagem de Leighton Meester, Blair Waldorf) assim como na lista de melhor performance juntamente com a estrela Leighton Meester. Em 2008 Westwick tornou-se o novo rosto da K-Swiss. Nesse mesmo ano, ele apareceu como Joey no filme de terror 100 Feet. Em 2009, Westwick desempenhou o papel de Randy Jackson na sequência de Donnie Darko, dirigido por Chris Fisher, e na terceira temporada da série Californication-ator convidado, como Chris "Balt" Smith, um estudante fascinado por literatura vampírica.

### 2010-presente: Papéis no cinema
Em maio de 2009, ele foi anexado para interpretar Heathcliff na adaptação cinematográfica de Wuthering Heights, ao lado de Gemma Arterton como Catherine. No entanto, em janeiro de 2010, o diretor Peter Webber deixou o projeto, que em seguida passou para as mãos de Andrea Arnold. Esta mudança fez com que as escolhas dos papéis fossem reformuladas. Em 2010, Westwick apareceu ao lado de Dev Patel, Charles Dance, e Pamela Anderson no curta-metragem The Commuter do diretor McHenry Brothers. Em janeiro de 2011, Westwick juntou-se ao filme de Clint Eastwood, J. Edgar, uma cinebiografia estrelada por Leonardo DiCaprio sobre J. Edgar Hoover, o primeiro diretor do FBI. Nesse mesmo ano, ele apareceu na comédia romântica Chalet Girl ao lado de Felicity Jones. Ele co-narrou a versão áudio do livro City of Fallen Angels de Cassandra Clare e também narrou o segundo romance de Clare, Clockwork Príncipe da série Infernal Devices. Em meados de 2011, Westwick se tornou uma celebridade internacional pela Penshoppe, uma marca de roupas das Filipinas. Em 2013, ele co-estrelou a adaptação de Romeu e Julieta, como o primo de Julieta, Tybalt, ao lado de Hailee Steinfeld.
Em maio de 2013, foi relatado que Westwick iria desempenhar o papel principal na adaptação cinematográfica do romance de Anthony Bourdain, Bone in the Throat; o filme teve sua estréia no South by Southwest, em 14 de março de 2015. Em agosto de 2013, Westwick estava em negociações para se juntar ao filme Kitchen Sink. 
Em outubro de 2013, Westwick começou a filmar em A Conspiracy on Jekyll Island, estrelando ao lado de Frank Grillo, AnnaSophia Robb, Dianna Agron, John Leguizamo, Minnie Driver, Mary McCormack, Christopher McDonald e Maggie Q. O filme é dirigido por Aram Rappaport e produzido por Hilary Shor, Atit Shah e Aaron Becker. A Conspiracy on Jekyll Island se prepara para ser lançado em 2016. 
Em junho de 2014, Westwick começou a filmar em Take Down de Jim Gillespie, ao lado de Jeremy Sumpter e Phoebe Tonkin. Em março de 2015, ele se juntou ao elenco da série da ABC Wicked City como Kent Grainger, um serial killer sádico da Sunset Strip que ataca jovens mulheres.
White Gold original da BBC e Original Netflix, foi lançada em 2017 tendo  Ed Westwick como protagonista. Com uma aceitação  boa por parte do público, a BBC confirmou uma continuação para série, porem após sofrer diversas acusações de estupro em Novembro de 2017, suspendeu as gravações que já haviam começado. Westwick também  havia gravado um especial de natal intitulado "Ordeal by Innocence", uma adaptação do livro de Agatha Christie, porem BBC decidiu substituir Ed por Christian Cooke após as acusações de estupro. 

## Vida pessoal
Westwick lidera a banda de indie rock britânica "The Filthy Youth" composta por ele, nos vocais, Ben Allingham, Jimmy Wright, Tom Bastiani e John Voight. A banda, formada em 2006, foi inspirada pelos Rolling Stones, The Doors e Kings of Leon. As músicas "Come Flash All You Ladies" e "Orange" foram ambos apresentados em um episódio de Gossip Girl.
Ele dividia um apartamento com o ator e  estrela de Gossip Girl Chace Crawford em Chelsea, Manhattan, desde o início da série, em 2007, até julho de 2009, quando Crawford deixou o apartamento. Westwick mudou-se para Los Angeles, Califórnia, quando Gossip Girl terminou. Westwick é fã de futebol e torce para o Chelsea FC. Ele é amigo do futebolista Charlie Henry. 

### Escândalos de conduta
No dia 7 de novembro de 2017, a atriz Kristina Cohen acusou Westwick de tê-la estuprado em fevereiro de 2014. Ao qual Westwick se defendeu em suas redes socials, "Eu não conheço essa mulher, nunca me forcei de nenhuma maneira, em nenhuma mulher. Eu certamente nunca cometi um estupro". Em 7 de novembro, Cohen arquivou um boletim de ocorrência contra Westwick no departamento de polícia de Los Angeles à Los Angeles Police Department – mais conhecida apenas por LAPD.
Em 8 de novembro de 2017, a ex-atriz Aurélie Wynn acusou Westwick de estuprá-la em julho de 2014, mas a mesma mais tarde alterou a data, para agosto de 2014, após diversos questionamentos por parte dos fãs do ator, que alegaram que ele estava em Portugal em julho de 2014, nas gravações do filme "Take Down". Westwick emitiu uma declaração descrevendo ambas as acusações como "comprovadamente falsas".
Em 27 de Julho de 2018, Westwick teve seu caso arquivado pela procuradoria de Los Angeles, por falta de provas.

## Filmografia

### Cinema
| Ano  | Titulo                        | Personagem      | Notas |
| ---- | ----------------------------- | --------------- | ----- |
| 2006 | Children of Men               | Alex            |       |
| 2006 | Breaking and Entering         | Zoran           |       |
| 2007 | Son of Rambow                 | Lawrence Carter |       |
| 2008 | 100 Feet                      | Joey            |       |
| 2009 | S. Darko                      | Randy           |       |
| 2011 | Chalet Girl                   | Jonny Madsen    |       |
| 2011 | J. Edgar                      | Agent Smith     | [ 5 ] |
| 2012 | Romeo and Juliet              | Theobald        |       |
| 2014 | Last Flight                   | Charles Gillis  |       |
| 2015 | Bone in the Throat            | Will Reeves     |       |
| 2015 | Freaks Of Nature              | Milan Pinache   |       |
| 2015 | A Conspiracy on Jekyll Island | Ben Collins     |       |
| 2015 | Take Down                     | Billy Speck     |       |
| 2020 | Enemy Lines                   | Major Kaminski  |       |

### Televisão
| Ano       | Titulo      | Personagem     | Notas                              |
| --------- | ----------- | -------------- | ---------------------------------- |
| 2007-2012 | Gossip Girl | Chuck Bass     | Protagonista/Antagonista           |
| 2015      | Wicked City | Kent Grainger  | Protagonista/Personagem principal  |
| 2017      | Snatch      | Sonny Castillo | Antagonista/Protagonista           |
| 2017      | White Gold  | Vincent Swan   | Personagem principal/ Protagonista |

### Participações Especiais
| Ano  | Titulo          | Personagem         | Episódio                             |
| ---- | --------------- | ------------------ | ------------------------------------ |
| 2006 | Doctors         | Holden Edwards     | 07x154 - "Young Mothers Do Have 'Em" |
| 2006 | Casualty        | Johnny Cullin      | 20x029 - "Family Matters"            |
| 2006 | Afterlife       | Darren             | 02x001 - "Roadside Bouquets"         |
| 2009 | Californication | Chris "Balt" Smith | 3x02 - "The Land Of Rape And Honey"  |

## Premiações
| Ano  | Categoria                         | Série       | Prêmio               | Resultado |
| ---- | --------------------------------- | ----------- | -------------------- | --------- |
| 2008 | Estrela de TV - Masculino         | Gossip Girl | Teen Choice Award    | Vencedor  |
| 2008 | Vilão de TV                       | Gossip Girl | Teen Choice Award    | Vencedor  |
| 2009 | Vilão de TV                       | Gossip Girl | Teen Choice Award    | Vencedor  |
| 2015 | Ator favorito em nova série de TV | Wicked City | People Choice Awards | Nomeado   |